# Sun Link
Il Sun Link, conosciuto anche come tranvia di Tucson (in inglese Tucson Streetcar, IPA: [ˈtuˌsɑn ˈstritˌkɑr]) è la tranvia a servizio della città di Tucson, che collega il campus dell'Università dell'Arizona, Downtown Tucson e il Mercado District.
La tranvia, costata complessivamente 196 milioni di dollari, forniti sia dal governo locale che da quello federale, è stata inaugurata il 25 luglio 2014. È lunga 6,3 km ed è gestita dall'azienda francese RATP Dev.

## Il servizio
La tranvia è attiva sette giorni su sette, con un servizio ridotto nei fine settimana. Le frequenze variano dai 10 minuti delle ore di punta dei giorni feriali ai 30 minuti delle ore di morbida dei giorni festivi.